# Манјогана
Манјогана (万葉仮名) је писмо коришћено у збирци Манјошу - 万葉集, где су се одређени кинески знакови користили само у фонетском, тј. слоговном облику. 

## Развој писма
На почетку писмености у Јапану, користила се кинеска књижевност као парадигма опонашања; али се из тог разлога ограничавао и развој самог аутохтоног израза. То је такозвано црно доба јапанске књижевности. Међутим, развојем кана писма, развија се и јапански књижевни израз. Канџи који је коришћен у виду манјогана писма се развија у:
1. Катакану - настаје ради лакшег читања будистичких сутри као и бољег сналажења у кинеским текстовима; сваки знак је узет као део неког идеограма са фонетском тј. слоговном вредношћу
2. Хирагану - настаје модификацијом целог идеограма, што је у уској вези са калиграфијоми. Са чешћим коришћењем, односно стилизацијом јапанских идеограма, сводио се знак и заобљивао.

Чим су јапанске аристократе развиле нови систем писања, лако је било и да се развије вака-танка поезија у којим је јасно приказан метрички образац по броју мора (5-7-5-7-7).